# Gräfin Küchenfee
Gräfin Küchenfee ist ein deutsches Stummfilmlustspiel aus dem Jahre 1918 mit Henny Porten in einer Doppelrolle.

## Handlung
Gräfin Gyllenhand hat ein neues Hausmädchen eingestellt. Jene Karoline Blume sieht ihr frappierend ähnlich und ist überdies als Theaterbegeisterte eine begnadete Laiendarstellerin. Eines Tages befindet sich das gräfliche Ehepaar auf Reisen. Daraufhin verkleidet sich Gräfin Küchenfee Karoline als ihre Hausherrin und gibt einen Empfang und ein Souper für den Landesfürsten. Da dieser nicht allein am Tische sitzen soll, werden die restlichen Domestiken dazu verdonnert, die Tischgäste zu spielen.
Die Festivität läuft ein wenig aus dem Ruder, und infolgedessen wird nun die heimgekehrte echte Gräfin wegen Ruhestörung verhaftet. Dies ist ihr ziemlich peinlich, und daher wendet die Hochwohlgeborene denselben Trick an wie zuvor ihre Hausmaid: sie gibt sich als ihr alter ego aus und behauptet, sie sei gar nicht Gräfin Gyllenhand, sondern nur das Hausmädchen Blume. Wieder daheim vereint, gestehen sich die beiden Frauen ihre jeweiligen Notlügen, und alles ist wieder im Lot.

## Produktionsnotizen
Gräfin Küchenfee entstand im Spätherbst 1917 mit Nachaufnahmen zum Jahresbeginn 1918 im Messter-Film Atelier in Berlins Blücherstraße 32. Der dreiaktige Film war je nach Fassung 1307 (Original 1918) bzw. 1211 (Neuzensur 1921) Meter lang und wurde am 18. Januar 1918 im Berliner Mozartsaal uraufgeführt.
Die Filmbauten schuf Ludwig Kainer.

## Kritik
In Paimann’s Filmlisten ist zu lesen: „Humoristik, Spiel und Photos ausgezeichnet. Szenerie sehr gut.“